# Eunidia microphthalma
Eunidia microphthalma là một loài bọ cánh cứng trong họ Cerambycidae.